# 두억시니 (눈물을 마시는 새)
두억시니는 작가 이영도의 소설 《눈물을 마시는 새》, 《피를 마시는 새》에서 등장하는 종족이다.

## 외형
- 인간과 비슷한 신체 기관을 가졌지만 형태나 구조의 규칙이 없다.
- 다리가 있어야 할 곳에 팔이 있거나 손가락 속에 손가락이 있는 등 기괴하게 묘사된다.
- 머리가 둘 또는 셋 이상 달린 경우도 있다.
- 외형만큼 생존 규칙도 달라서 나약하게 죽기도 하고 어떤 충격을 받아도 부상을 입지 않는 경우도 있다.

## 특징
- 인간의 말을 할 줄 알지만 언어 규칙도 없다. 단어의 조합에 가깝다.
- 손재주가 좋은 편이 아니고 끈기 있게 뭔가를 하지 못해서 가공된 의복을 갖추지 못하고 다닌다.
- 다른 종족의 예상보다 훨씬 적은 양의 식사를 한다.

## 이외 설정
- 눈물을 마시는 새에 나오는 모종의 사건 이후 22마리만 남았다.
- 그들은 북부 대호왕의 첫번째 22금군이 된다.